# Sabor (Roboter)

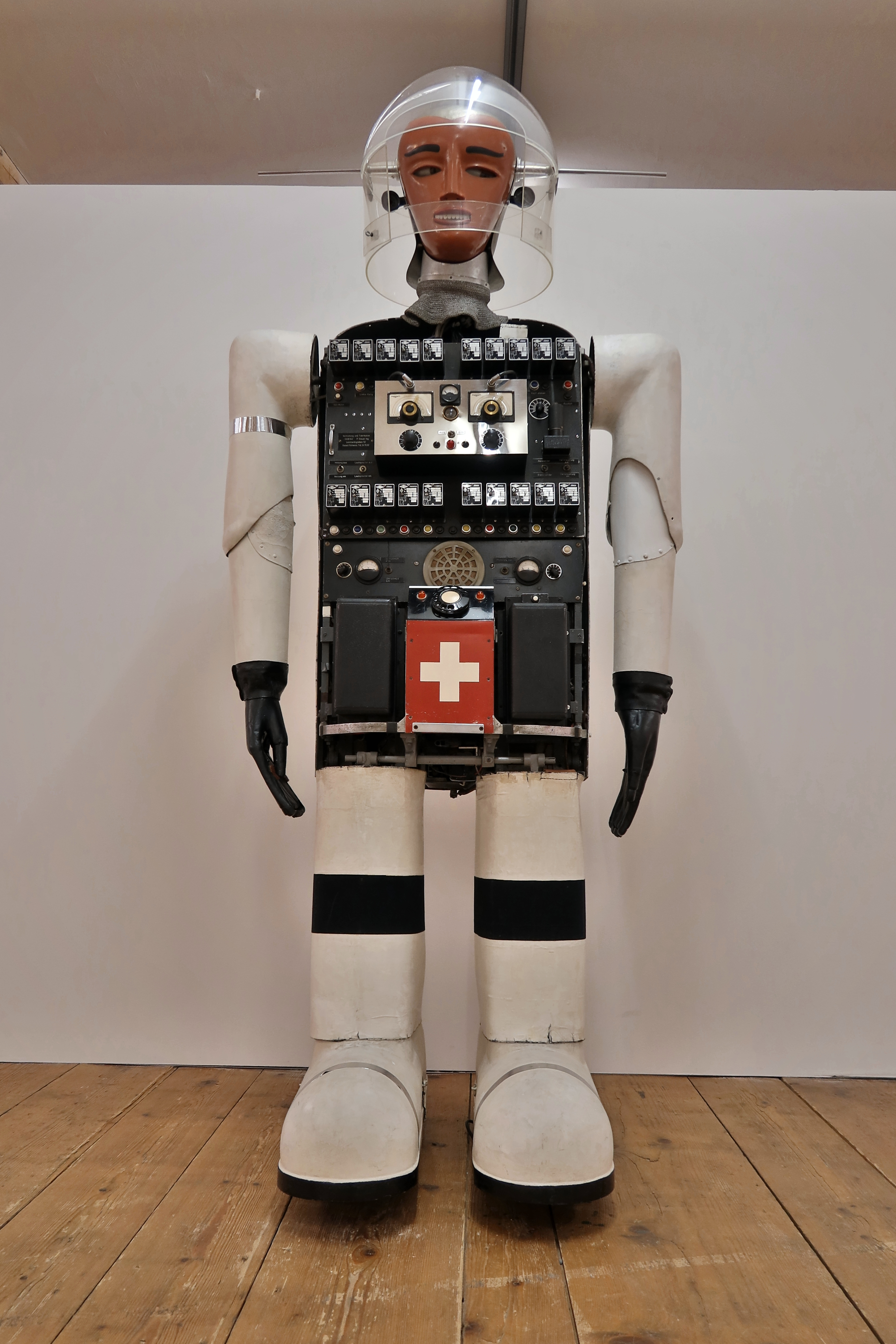
Sabor V

Sabor ist ein Schweizer Maschinenmensch, der in seiner ersten Version 1923 in der appenzellischen Gemeinde Teufen gebaut wurde.
Erfinder des funkferngesteuerten Roboters war der damals 12-jährige August Laurent Huber (1911–1970), der später weitere, fortgeschrittene Versionen baute.
Sabor wurde an der Schweizerischen Landesausstellung 1939 und der Brüsseler Weltausstellung 1958 gezeigt. August Huber erhielt für seinen Roboter ein Patent.
Die letzte Version Sabor V steht im Elektrizitätsmuseum Münchenstein und wurde 2024/2025 temporär im Zeughaus Teufen ausgestellt.

## Fussnoten
1. ↑  Patentschrift 303481. Eidgenössisches Amt für geistiges Eigentum, 1. Februar 1955.